# Mąż idealny (dramat)

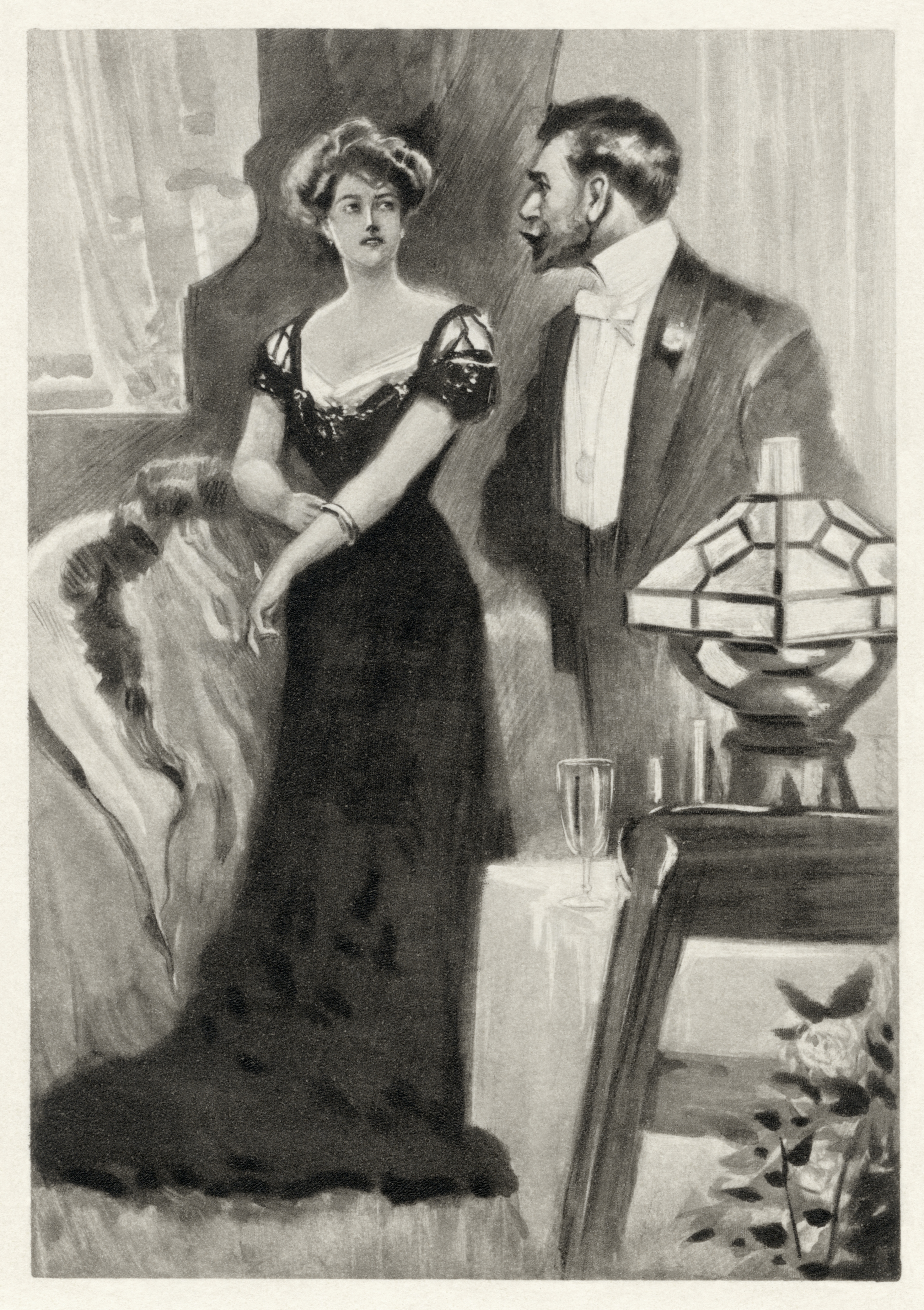
Ilustaracja do dramatu z 1901 roku

Mąż idealny (ang. An Ideal Husband) – dramat komediowy w czterech aktach Oscara Wilde’a z 1895 roku. Fabuła oparta jest na motywie szantażowanego polityka, który ma do wyboru ulec szantażowi i stracić miłość swojej ukochanej, lecz pryncypialnej żony, lub nie ulec, ryzykując skandal.

## Postacie
- Książę Caversham
- Lord Goring, jego syn (przyjaciel Roberta Chilterna)
- sir Robert Chiltern (podsekretarz MSZ, szantażowany polityk)
- Wicehrabia De Nanjac, attaché Ambasady Francuskiej w Londynie
- Mr. Montford, sekretarz sir Roberta
- Mason, służący sir Robert Chilterna
- Phipps, służący Lorda Goringa
- James, służący rodziny Chiltern
- Harold, służący rodziny Chiltern
- Lady Chiltern, żona sir Roberta Chilterna (piękna i pryncypialna)
- Lady Markby, przyjaciółka rodziny Chiltern
- Hrabina Basildon, przyjaciółka rodziny Chiltern
- Pani Marchmont, przyjaciółka rodziny Chiltern
- Panna Mabel Chiltern, siostra sir Roberta
- Pani Cheveley, szantażystka, szkolna koleżanka Lady Chiltern